# Zwart Licht
Zwart Licht is een Nederlandse rapformatie uit Amsterdam die zich bezighoudt met Nederlandstalige hiphop. De groep bestaat uit producer Hayzee, MC Akwasi en MC Leeroy.

## Biografie
Zwart Licht werd opgericht door Hayzee en Akwasi. Vijf jaar nadat ze elkaar voor het eerst op de middelbare school ontmoetten, begonnen ze samen muziek te maken.
Hayzee, geboren in 1987, begon in 2003 beats te maken. In 2005 werd hij lid van de hiphopformatie Diz Trikt, die bestond uit Zacairo, DJ Game Ova, Frankstarr en Hayzee. De groep ging al vroeg uit elkaar en hetzelfde jaar maakte Hayzee samen met FS Green een coverversie van The Black Album van Jay-Z. Deze werd goed ontvangen. In 2008 tekende Hayzee bij Appletree Records.
Akwasi, geboren in Amsterdam 1988, begon in 2001 met schrijven maar pas in 2006 met rappen. Hij is enige tijd actief geweest als host op verscheidene plekken.
In november 2007 besloten Akwasi en Hayzee samen te werken onder de naam Zwart Licht. Kort daarna vroegen ze aan rapper Leeroy versterking voor hun liveshows, waarna ze in een jaar tijd ruim 50 optredens deden.
Leeroy is een jonge rapper en werd door Jiggy Djé, TLM, Venz, Man!e, Djef en andere verkozen tot juryfavoriet bij de ML75 Contest met zijn track Back-Up Staat Klaar. Zijn debuut-ep Leeroy Draait Door komt uit op 25 mei 2012.
Zwart Licht is bekend geworden met de nummers Fair Play en Wat Sorry op de GOAL soundtrack van theatercollectief MC, die in 2008 uitkwam.
Eind 2008 tekende Zwart Licht bij het hiphoplabel Top Notch, waar ze ook debuteerden met hun album Bliksemschicht.
Op 16 juli 2010 is de single van het album No Juju, genaamd Blazin, uitgebracht. Het bijbehorende album werd datzelfde jaar uitgebracht. In 2012 bracht Zwart Licht zijn derde album uit, getiteld Leeroy Draait Door.
Op 23 februari 2013 werd bekendgemaakt dat Akwasi vanaf dat moment solo zou gaan. Hij maakte een album geïnspireerd op het werk van Bram Vermeulen.
In 2018 maakte Zwart Licht haar terugkeer en brachten ze hun derde studio-album uit, getiteld Bliksem.

## Prijzen en nominaties
| Jaar | Prijs             | Categorie      | Muziek              | R   |
| ---- | ----------------- | -------------- | ------------------- | --- |
| 2008 | State Awards 2008 | Drop your Demo | Fair Play           | Win |
| 2009 | State Awards 2009 | Beste Groep    |                     | Win |
| 2009 | State Awards 2009 | Beste Album    | Bliksemschicht      | Nom |
| 2009 | State Awards 2009 | Beste Clip     | Back-up Staat Klaar | Win |
| 2009 | State Awards 2009 | Beste Live-act |                     | Win |
| 2009 | State Awards 2009 | 101 Barz Award |                     | Nom |
| 2010 | State Awards 2010 | Beste Live-act |                     | Win |
| 2011 | State Awards 2011 | Beste Groep    |                     | Nom |
| 2011 | State Awards 2011 | Beste Live-act |                     | Win |
| 2011 | 3VOOR12 Award     | Beste Album    | No JuJu             | Nom |

3voor12 Song van het Jaar 
- 2009 - #50 Vanaf Nu

## Discografie

### Albums
Studioalbums
- Bliksemschicht (2009)
- Leeroy Draait Door (2012)
- Bliksem (2018)

Ep's
- No Juju (2010)

Hitnotering
| Album met eventuele hitnotering(en) in de Nederlandse Album Top 100 | Datum van verschijnen | Datum van binnenkomst | Hoogste positie | Aantal weken | Opmerkingen |
| ------------------------------------------------------------------- | --------------------- | --------------------- | --------------- | ------------ | ----------- |
| Bliksemschicht                                                      | 2009                  | 31-01-2009            | 68              | 1            |             |
| No juju EP                                                          | 2010                  | 06-11-2010            | 43              | 1            | ep          |

### Nummers
Losse nummers
- 2009 - 7-5-3-1
- 2013 - In Me Hoofd

### Videoclips
Bliksemschicht 
- Vanaf Nu (2009)
- Bliksemschicht (2009)
- Dubtrip (FS Green Remix) (2009)
- Guillotine (2009)
- Back Up Staat Klaar (2009)

 No Juju 
- Blazin'  (2010)

 Leeroy Draait Door 
- Weg (2012)
- Ja Toch! (2012)

 Bliksemschicht 2 
- Geen Manieren (2016)

### Samenwerkingen
Gastoptredens
| Jaar | Titel                                      | Album                                |
| ---- | ------------------------------------------ | ------------------------------------ |
| 2009 | Geeft niet als je Tript (met Flinke Namen) | Flinke Namen - Kunst en Vliegwerk    |
| 2009 | Skinto & Zwart Licht Outro (met Skinto)    | Skinto - Roekeloos                   |
| 2010 | Go Hard! (met NoizBoiz & Skinto)           | NoizBoiz - Zware Bassen, Zware Beats |
| 2010 | Dubtrip (Remix) (met DJ Promo)             | DJ Promo - Show Shocker              |
| 2014 | Niemand's Amigo (met Migiboss)             | Migiboss - Geen Gangster vol. 2      |

Verzamelalbums
| Jaar | Titel                       | Album                                      |
| ---- | --------------------------- | ------------------------------------------ |
| 2008 | Fair Play                   | Goal                                       |
| 2008 | Wat Sorry                   | Goal                                       |
| 2009 | Epoch 1.0 [NFP]             | HipHop Adviseuse Presents: Happy Birthtape |
| 2009 | Tafels                      | So So Lobi: Sterker door Liefde            |
| 2009 | Dubtrip (FS Green Remix)    | Top Notch Extravaganza vol. 2              |
| 2009 | 101 Barz Studio Sessie      | Top Notch Extravaganza vol. 3              |
| 2009 | Fanfare                     | Top Notch Extravaganza vol. 4              |
| 2010 | Handen Omhoog               | Puna.nl Rode Terreur                       |
| 2013 | Docu (met Rasskulz)         | Gaturo Mixtape                             |
| 2014 | Speeltuin (met Diamantairs) | Puma FastForward                           |
| 2014 | Tappen                      | Vanaf Nu mixtape                           |